# فتح‌آباد (کوار)
فتح‌آباد (کوار )، روستایی از توابع بخش طسوج شهرستان کوار در استان فارس ایران است.

## جمعیت
این روستا در دهستان طسوج قرار دارد و براساس سرشماری مرکز آمار ایران در سال ۱۳۸۵، جمعیت آن ۳٬۴۱۵ نفر (۶۷۹خانوار) بوده‌است.